# Leuchtturm Königsberg
Der Leuchtturm Königsberg, eigentlich Aussichtsturm „Majak“ (russisch Видовая башня Маяк Widowaja baschnja Majak), ist Teil des Fischdorfs (russisch Рыбная деревня Rybnaja derewnja) von Königsberg in Ostpreußen, seit 1945 Kaliningrad, Oblast Kaliningrad, Russland. Er ist Teil einer historisierenden Häuserzeile an der früheren Lindenstraße auf der Lomseinsel, die Hotels, Restaurants und Veranstaltungsstätten beherbergt. Das eklektizistische Bauvorhaben wird in der lokalen Terminologie euphemistisch als „ethnographisches Handwerks- und Handelszentrum“ bezeichnet. Dieser Aussichtsturm sollte ursprünglich den historischen Namen Lomse tragen.
Dieser Turm ist kein Seezeichen, sondern nur einem Leuchtturm nachempfunden.
Auf dem 33 Meter hohen Turm befindet sich eine Aussichtsplattform, von der aus man einen Blick über die Altstadt, die Kant-Insel mit dem Königsberger Dom und das Pregelufer hat. Um den Turm zu besteigen, muss man 133 Stufen der eisernen Wendeltreppe erklimmen.
Es gibt auch eine Plattform mit Exponaten, die 2006 beim Bau des ‚Fischdorfes‘ entdeckt wurden. Sehenswert sind zweifellos die Waffen des 19. bis 20. Jahrhunderts sowie Zweihandschwerter aus China und Korea, Fechtschwerter, Dreizacke, Haushaltsgegenstände und Kleidung der Bewohner der Stadt aus dem 16. Jahrhundert.

## Trivia
Auf dem Geländer der Panoramaplattform ist die Figur einer Möwe, die auf einem Ei sitzt. Der Glaube sagt, wer am Ei reibt und sich etwas wünscht, dem geht der Wunsch in Erfüllung. Das Ei ist entsprechend blitzblank poliert.
In der Nähe des Turmeingangs befinden sich zwei skulpturale Kompositionen: ein Seemann mit einem Affen auf der Schulter, der auf einer Bank sitzt, und eine Wirtin, die hinter einer leicht geöffneten Tür hervorschaut und Gäste einlädt.